# Distretto di Bajan-Agt
Il distretto di Bajan-Agt è uno dei sedici distretti (sum) in cui è suddivisa la provincia di Bulgan, in Mongolia. Conta una popolazione di 3.048 abitanti (censimento 2009). 